# 446-й истребительный авиационный полк
446-й истребительный авиационный полк (446-й иап) — воинская часть Военно-воздушных сил (ВВС) Вооружённых Сил РККА, принимавшая участие в боевых действиях Великой Отечественной войны.

## Наименования полка

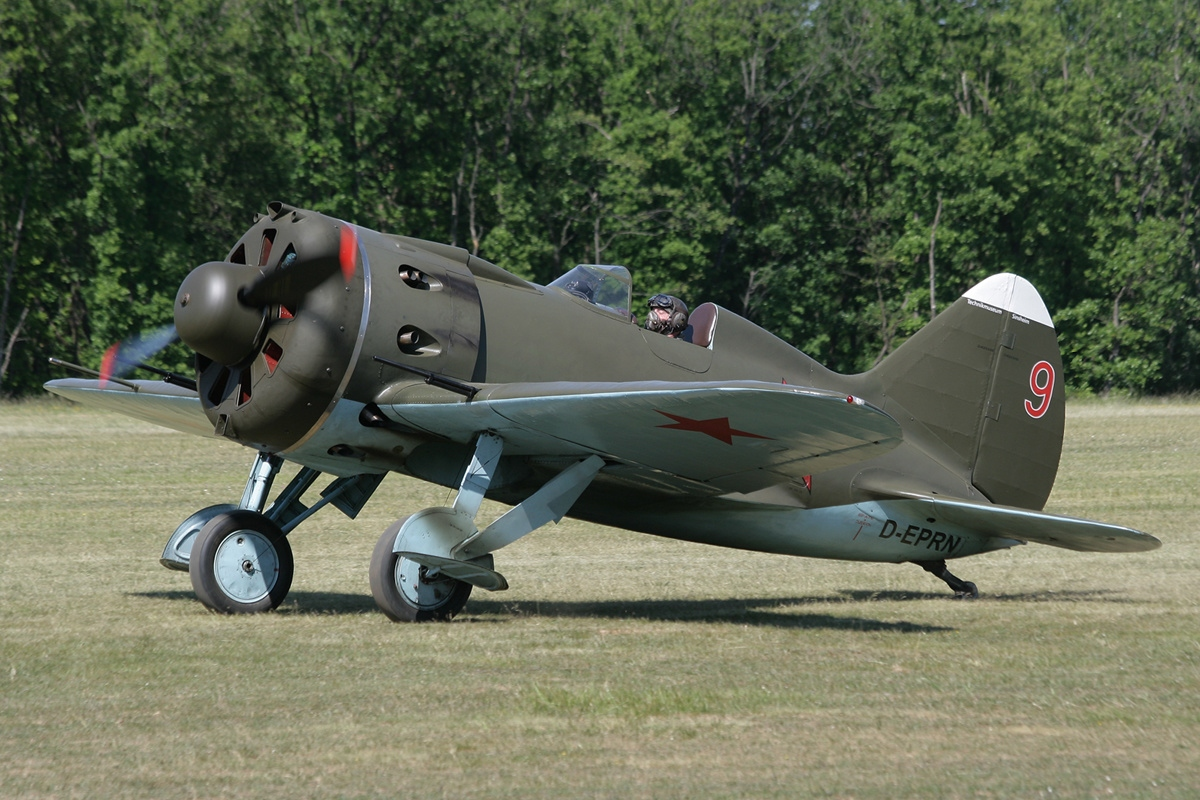
Самолёт И-16

За весь период своего существования полк несколько раз менял своё наименование:
- 40-й "А" истребительный авиационный полк
- 446-й истребительный авиационный полк
- 446-й смешанный авиационный полк

## Создание полка
Прибывший в июле 1941 года с Дальневосточного фронта 40-й истребительный авиационный полк на самолётах И-16 7 августа 1941 года был переформирован в г. Купянск и разделён на два полка — 40-й истребительный авиационный полк и 40-й "А" истребительный авиационный полк. В последующем 40-й "А" истребительный авиационный полк был переименован в 446-й истребительный авиационный полк.

## Переименование полка
В мае 1942 года полку было придано звено корректировщиков на Су-2 капитана Федотова. 23 мая 1942 года полк переформирован в 446-й смешанный авиационный полк на самолётах И-16, У-2 и Су-2 с оперативным подчинением штабу 37-й армии Южного фронта

## Расформирование

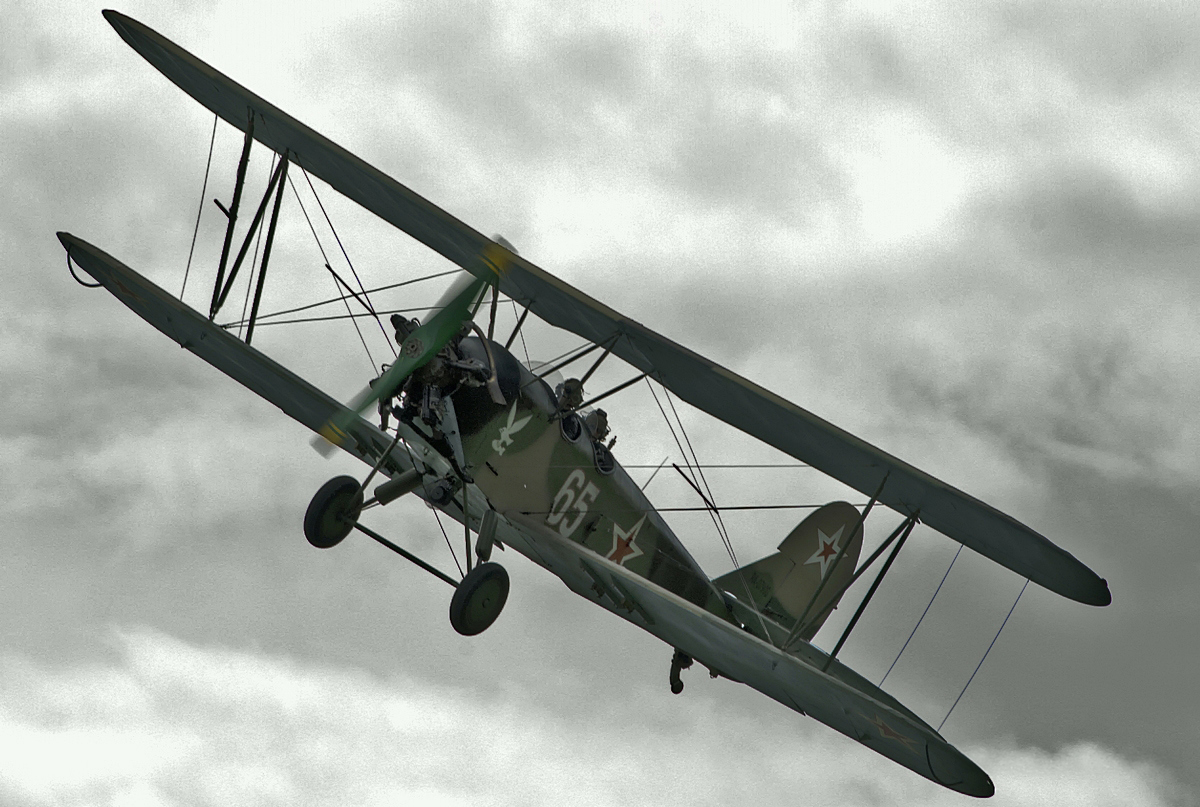
Самолёт У-2

446-й смешанный авиационный полк 05 марта 1943 года был расформирован в составе 4-й воздушной армии Северо-Кавказского фронта.

## В действующей армии
В составе действующей армии:
- с 19 сентября 1941 года по 23 мая 1942 года как 446-й истребительный авиационный полк,
- с 23 мая 1942 года по 5 марта 1943 года, как 446-й смешанный авиационный полк.

## Командиры полка
- капитан, майор Судариков Василий Аристархович[2], 07.1941 — 05.1942

## В составе соединений и объединений
| Период        | Фронт (округ)             | армия               | корпус                | дивизия                            | примечание                                   |
| ------------- | ------------------------- | ------------------- | --------------------- | ---------------------------------- | -------------------------------------------- |
| 07.08.1941 г. | Харьковский военный округ | ВВС округа          |                       |                                    | Купянск, И-16                                |
| 16.09.1941 г. | Южный фронт               | ВВС фронта          |                       |                                    | И-16                                         |
| 29.11.1941 г. | Южный фронт               | 37-я армия          | ВВС 37-й армии        | 76-я смешанная авиационная дивизия | И-16                                         |
| 05.03.1942 г. | Южный фронт               | 37-я армия          | ВВС 37-й армии        |                                    | И-16                                         |
| 23.05.1942 г. | Южный фронт               | 37-я армия          | ВВС 37-й армии        |                                    | переформирован в 446-й сап, И-16, У-2 и Су-2 |
| 01.08.1942 г. | Северо-Кавказский фронт   | 37-я армия          |                       |                                    | И-16, У-2 и Су-2                             |
| 01.09.1942 г. | Закавказский фронт        | 37-я армия          | Северная группа войск |                                    | И-16, У-2 и Су-2                             |
| 13.12.1942 г. | Закавказский фронт        | 4-я воздушная армия | Северная группа войск |                                    | И-16, У-2 и Су-2                             |
| 24.01.1943 г. | Северо-Кавказский фронт   | 4-я воздушная армия |                       |                                    | И-16, У-2 и Су-2                             |
| 05.03.1943 г. | Северо-Кавказский фронт   | 4-я воздушная армия |                       |                                    | расформирован                                |

## Участие в операциях и битвах
- ПВО объектов района Донбасса и г. Сталино — с 15 сентября 1941 года по 29 ноября 1941 года
- Сумско-Харьковская операция — с 29 ноября 1941 года по 30 ноября 1941 года.
- Большекрепинская наступательная операция — с 17 ноября 1941 года по 23 ноября 1941 года.
- Наступательная операция по освобождению Ростова — с 29 ноября 1941 года по 2 декабря 1941 года.
- Ростовская операция — с 1 января 1943 года по 18 февраля 1943 года.
- Краснодарская наступательная операция — с 9 февраля 1943 года по 5 марта 1943 года.

## Первая победа полка в воздушном бою
Первая известная воздушная победа полка в Отечественной войне одержана 02 ноября 1941 года: младший лейтенант Волков А. А. в воздушном бою в районе восточнее посёлка Самбек сбил немецкий истребитель Ме-109.

## Отличившиеся воины
- Истрашкин Владимир Иванович, лётчик полка, Указом Президиума Верховного Совета СССР от 26 октября 1944 года удостоен звания Героя Советского Союза будучи помощником командира по воздушно-стрелковой службе 979-го истребительного авиационного полка 229-й истребительной авиационной дивизии 4-й воздушной армии. Золотая Звезда № 4843.
- Фадеев Вадим Иванович, лётчик полка, Указом Президиума Верховного Совета СССР от 24 мая 1943 года удостоен звания Героя Советского Союза будучи командиром эскадрильи 16-го гвардейского истребительного авиационного полка 216-й смешанной авиационной дивизии 4-й воздушной армии. Посмертно.

## Итоги боевой деятельности полка
Всего за годы Великой Отечественной войны полком:
| Выполнено боевых вылетов | Сбито самолётов в воздухе | Погибло лётчиков всего |
| ------------------------ | ------------------------- | ---------------------- |
| 2202                     | 8                         | 6                      |

## Самолёты на вооружении
| Период      | Самолёты |
| ----------- | -------- |
| 1941 — 1943 | И-16     |
| 1942 — 1943 | У-2      |
| 1942 — 1943 | Су-2     |